# Репрография
Репрогра́фия (от лат. re- — пере-, обратно; лат. producere — производить, создавать; др.-греч. γράφω «пишу») — факсимильное (не полиграфическое) копирование документальной информации прямой или косвенной репродукцией на светочувствительном или другом воспринимающем материале.
Репрографические методы позволяют получить копию практически любого изображения, соответствующее оригиналу по виду, форме и содержанию. Выбор средств размножения документов (типографические процессы, спиртовая печать, офсетная печать и т. д.) определяется тем, какого качества необходимо получить копию, величиной тиража, типом оригинала и другими факторами.
Согласно ГОСТ 13.0.002-84, репрография — область науки и техники, охватывающая совокупность способов, процессов и средств воспроизведения изображений оригиналов с целью получения копий без использования наборных
печатных форм и основанная на применении носителей, изменяющих физико-химические свойства под действием излучения.

## Виды
К репрографии относят фотографирование, светокопирование, микрофильмирование, термокопирование, электрофотографию и другие способы.
Выделяют следующие способы репрографии:
1) электрофотография — способ репрографии с использованием
носителей, электрические свойства которых изменяются под действием излучения;
2) диазография — способ репрографии с использованием диазоносителей, чувствительных к излучению ультрафиолетовой области спектра;
3) термография — способ репрографии, использующий носители, которые изменяют свойства под действием теплового излучения;
4) фотографическое копирование — способ репрографии, использующий галогенидосеребряные носители, чувствительные к излучению видимой области спектра;
5) гектографическая печать — способ репрографии, использующий печатную форму с целью передачи красителя на воспринимающую поверхность, увлажненную жидкостью, растворяющей краситель;
6) трафаретная печать — способ репрографии, использующий печатную форму с целью нанесения красителя на воспринимающую поверхность сквозь отверстия в этой форме.

## Применение
В наше время репрография получила широкое применение в виде ксерокопирования. Репрографию применяют для решения научно-технических задач, в частности для хранения, поиска, и распространения информационных документов.